# JADES-GS-z14-0

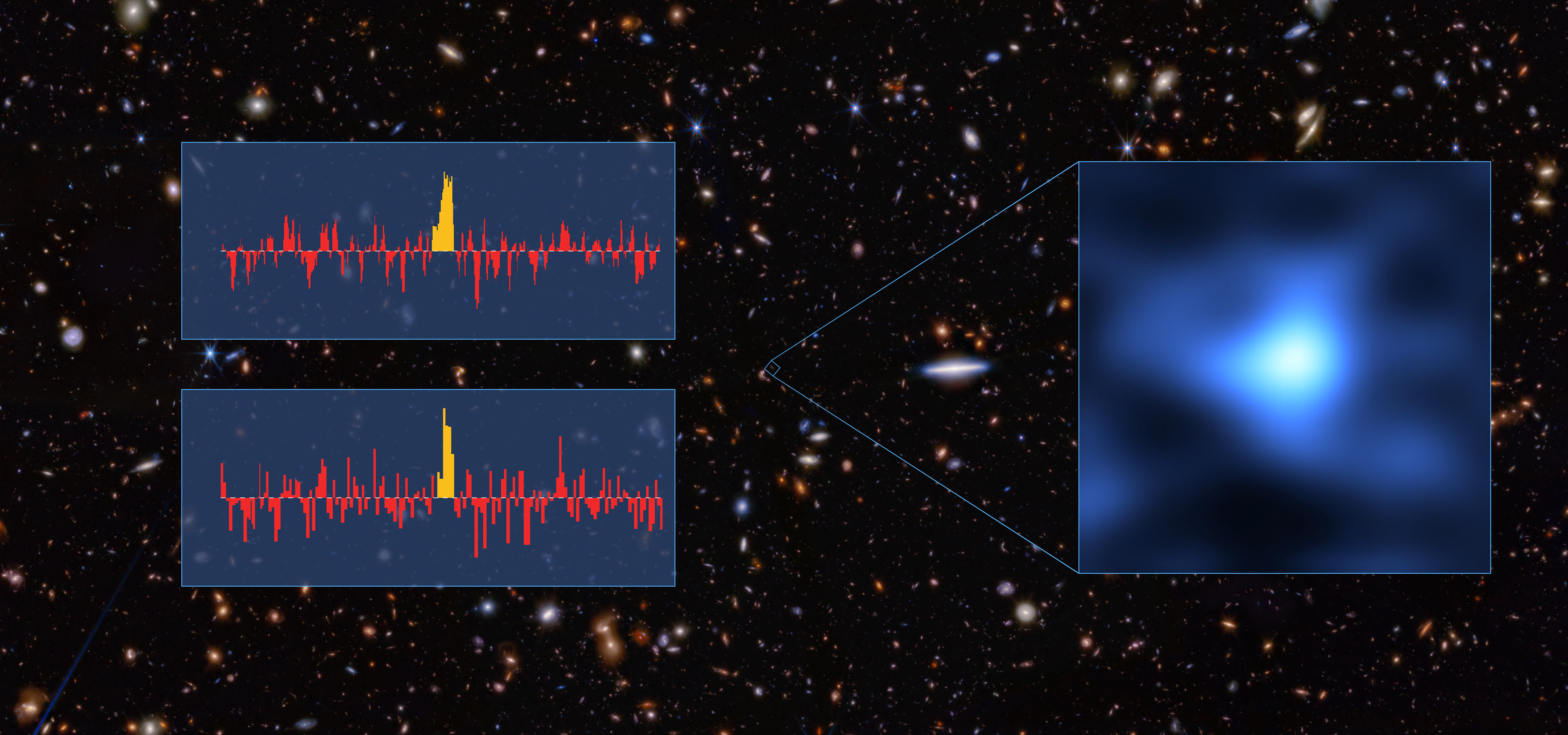
Zuurstof in het spectrum van JADES-GS-z14-0 gemeten door ALMA

JADES-GS-z14-0 is een Lyman-break sterrenstelsel met een roodverschuiving van {\textstyle 14{,}2_{-0{,}20}^{+0{,}08}} in het Hubble Ultra-Deep Field in het sterrenbeeld Oven.
Het sterrenstelsel is ontdekt in mei 2024 met de NIRCam camera van de James Webb-ruimtetelescoop door het JADES-programma (JWST Advanced Deep Extragalactic Survey). Het was tot de ontdekking van MoM-z14 in mei 2025 het object met de grootste roodverschuiving die tot dan toe was gevonden. (De vorige recordhouder was JADES-GS-z13-0.) JADES-GS-z14-0 is zichtbaar door een zwaartekrachtlens veroorzaakt door het sterrenstelsel NIRCam ID 183349 dat langs de gezichtslijn voor JADES-GS-z14-0 staat.
Het licht van JADES-GS-z14-0 was 13,4-13,5 miljard jaar onderweg om de Aarde te bereiken en toont het sterrenstelsel slechts ongeveer 290 miljoen jaar na de oerknal. De diameter van JADES-GS-z14-0 op dat tijdstip was ongeveer 1600 lichtjaar en het sterrenstelsel had een grote lichtkracht. Spectroscopische metingen door ALMA tonen de aanwezigheid van geïoniseerde waterstof en zuurstof. Vooral de aanwezigheid van zuurstof zo kort na de oerknal kan niet verklaard worden met bestaande modellen.